# Олд-Лайкомінг Тауншип (округ Лайкомінг, Пенсільванія)
Олд-Лайкомінг Тауншип (англ. Old Lycoming Township) — селище (англ. township) в США, в окрузі Лайкомінг штату Пенсільванія. Населення — 4975 осіб (2020).

## Демографія
Згідно з переписом 2010 року, у селищі мешкало 4938 осіб у 2151 домогосподарстві у складі 1441 родини. Було 2235 помешкань
Расовий склад населення:
| - 96,8 % — білих - 1,2 % — чорних або афроамериканців - 0,9 % — азіатів - 0,2 % — корінних американців |

До двох чи більше рас належало 0,9 %. Частка іспаномовних становила 0,5 % від усіх жителів.
За віковим діапазоном населення розподілялося таким чином: 17,9 % — особи молодші 18 років, 61,8 % — особи у віці 18—64 років, 20,3 % — особи у віці 65 років та старші. Медіана віку мешканця становила 48,2 року. На 100 осіб жіночої статі у селищі припадало 98,8 чоловіків;  на 100 жінок у віці від 18 років та старших — 95,0 чоловіків також старших 18 років.
Середній дохід на одне домашнє господарство  становив 56 435 доларів США (медіана — 49 613), а середній дохід на одну сім'ю — 66 268 доларів (медіана — 59 258). Медіана доходів становила 44 508 доларів для чоловіків та 34 051 долар для жінок. За межею бідності перебувало 7,3 % осіб, у тому числі 1,9 % дітей у віці до 18 років та 6,9 % осіб у віці 65 років та старших.
Цивільне працевлаштоване населення становило 2816 осіб. Основні галузі зайнятості: освіта, охорона здоров'я та соціальна допомога — 27,2 %, роздрібна торгівля — 17,3 %, виробництво — 16,4 %.